# Neocrepidodera ferruginea

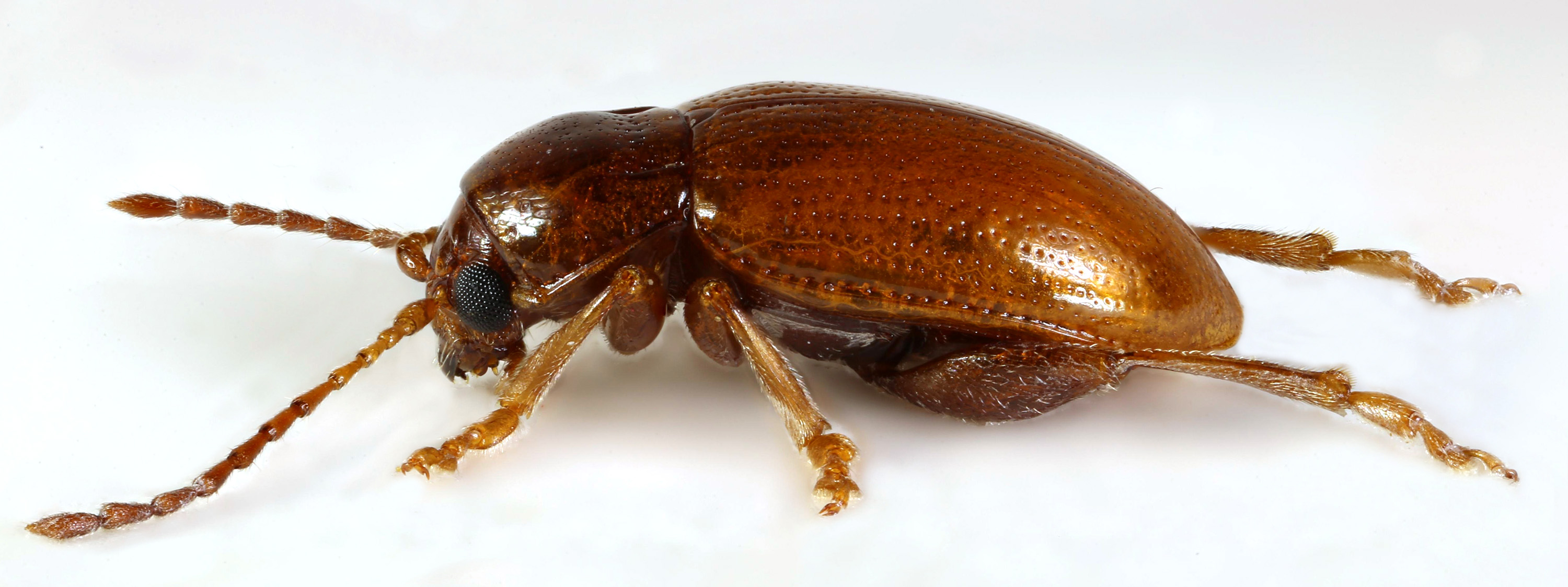
Neocrepidodera ferruginea, Seitenansicht

Neocrepidodera ferruginea gehört zu den Flohkäfern (Tribus Alticini, Unterfamilie Galerucinae) aus der Familie der Blattkäfer (Chrysomelidae). Die Käferart trägt im Englischen den Namen Wheat Flea Beetle („Weizen-Flohkäfer“).

## Merkmale
Die gelbbraunen Käfer sind von ovaler Gestalt. Sie sind meist 3–3,5 mm groß, seltener 2,4 oder 4 mm. Die relativ großen Augen sind blauschwarz. Der relativ breite Halsschild ist an den Hinterwinkeln nicht verengt. Sowohl die Halsschildquerfurche als auch die abschließenden Längsstrichel sind deutlich ausgeprägt. Die Flügeldecken sind mit regelmäßig angeordneten Punktreihen versehen.

## Verbreitung
Neocrepidodera ferruginea ist eine in der Paläarktis heimische Art. Die Art ist in Europa weit verbreitet und in Mitteleuropa sehr häufig. Ihr Vorkommen reicht im Osten bis nach Mittelsibirien. In Nordamerika wurde die Art eingeschleppt. Dort kommt sie im östlichen Teil Kanadas vor.

## Lebensweise
Die adulten Käfer beobachtet man gewöhnlich zwischen Ende Mai und Mitte September. Den typischen Lebensraum der Käfer bilden offene Flächen, insbesondere Getreideanbauflächen und Wiesen. Zu ihren Wirts- und Nahrungspflanzen gehören verschiedene Süßgräser (Poaceae) und Korbblütler (Asteraceae), darunter Kratzdisteln (Cirsium), Klee (Trifolium), die Große Brennnessel (Urtica dioica) und Wicken (Vicia). Die Eiablage findet gewöhnlich im Juli statt. Nach etwa 3–4 Wochen schlüpfen die Larven, die in den Halmen ihrer Wirtspflanzen minieren. Die Larven überwintern. Im Mai und Juni kommt es zur Verpuppung, die 2–3 Wochen dauert.
Die Käferart gilt als Getreideschädling von geringer wirtschaftlicher Bedeutung.

## Ähnliche Arten
Die Käfer der verwandten Art Neocrepidodera transversa sehen ähnlich aus, sind jedoch im Allgemeinen größer und besitzen im Gegensatz zu Neocrepidodera ferruginea keine regelmäßigen Punktreihen auf den Flügeldecken.

## Taxonomie
In der Literatur findet man folgende Synonyme:
- Chrysomela ferruginea Scopoli, 1763 – ursprüngliche Namenskombination
- Asiorestia ferruginea (Scopoli, 1763)
- Crepidodera ferruginea (Scopoli, 1763)